# Remu Raitanen
Remu Raitanen (Helsinki, Finlandia, 21 de agosto de 1997), es un jugador de baloncesto profesional finlandés. Con 2,06 metros de estatura juega en la posición de ala-pívot.

## Trayectoria
Raitanen se formó en la Helsinki Basketball Academy de su ciudad natal, antes de marcharse en 2016 a Estados Unidos para ingresar en la Universidad de San Francisco, donde jugaría durante cuatro temporadas en la Division I de la NCAA con los San Francisco Dons desde 2016 a 2020, promediando 5 puntos y 3.2 rebotes en su campaña de graduación. 
Tras no ser drafteado en 2020, en la temporada 2020-21 regresa a Finlandia para jugar en el Kobrat de la Korisliiga. Allí completa la temporada 2020-21 con medias de 11.2 puntos y 5.8 rebotes, superando el 40% de acierto en lanzamientos triples.
El 2 de junio de 2021, firma por el KTP Basket Kotka de la Korisliiga, mejorando sus prestaciones en la temporada 2021-22 hasta los 17 puntos y 7.5 rebotes por partido.
El 22 de agosto de 2022, firma por el Albacete Basket para disputar la Liga LEB Oro durante la temporada 2022-23, en la que termina promediando 10.1 puntos y 4.5 rebotes.
En agosto de 2023 firma con el Cáceres Patrimonio de la Humanidad.Disputa la totalidad de encuentros de la temporada 2023/24 (34) acreditando medias de 7.7 puntos y 3.8 rebotes.